# Сычёв, Антон Андреевич
Антон Андреевич Сычёв (родился 5 февраля 1994 года в Новокузнецке) — российский регбист, игрок команды «Стрела-Ак Барс» и сборной России по регби-15.

## Биография

### Клубная карьера
Воспитанник новокузнецкого регби. В основной команде дебютировал в 2012 году, сыграв в 11 матчах из 22 (занес попытку) и оставил о себе очень хорошее впечатление. В следующем сезоне Антон уже стабильный игрок основного состава. В дальнейшем игрок становится вице-капитаном команды. В настоящее время Антон капитан и лидер «Металлурга». С 2016 года игрока арендовал «Енисей-СТМ» для участия в еврокубках, где отметился попыткой в матче против «Ньюкасл Фэлконс». 
В 2024 году после проведенных 12 лет в новокузнецком «Металлурге» перешел в «Стрелу-Ак-Барс». 

### Карьера в сборной
На юниорском уровне занял 5-е место на Чемпионате Европы. В главной сборной дебютировал в 2015 году, в матче против Зимбабве на турнире Кубок Наций в Гонконге, который сборная в итоге выиграла. Первую попытку занес в следующем матче этого же турнира в матче против хозяев. В дальнейшем Антон постоянно получает вызовы в сборную. Попал в окончательную заявку на Кубок Мира 2019. 20 сентября 2019 года дебютировал на чемпионате мира в Японии в матче открытия против хозяев, выйдя на замену на 65-й минуте.

### Личная жизнь
Хобби — сноуборд и кроссфит.

## Статистика
Актуально на 03.02.2021. Еврокубки считаются по календарному году.
| № | Место проведения | Дата           | Соперник | Счёт    | Позиция | Соревнование                     |
| - | ---------------- | -------------- | -------- | ------- | ------- | -------------------------------- |
| 1 | Гонконг          | 21 ноября 2015 | Гонконг  | 12 - 31 | 6       | Кубок Наций в Гонконге           |
| 2 | Гонконг          | 14 ноября 2017 | Кения    | 10 - 31 | 6       | Кубок Наций в Гонконге           |
| 3 | Краснодар        | 10 ноября 2018 | Намибия  | 47 - 20 | 6       | Тест-матч                        |
| 4 | Хейдельберг      | 2 марта 2019   | Германия | 18 - 26 | 6       | Кубок европейских наций по регби |